# 克普

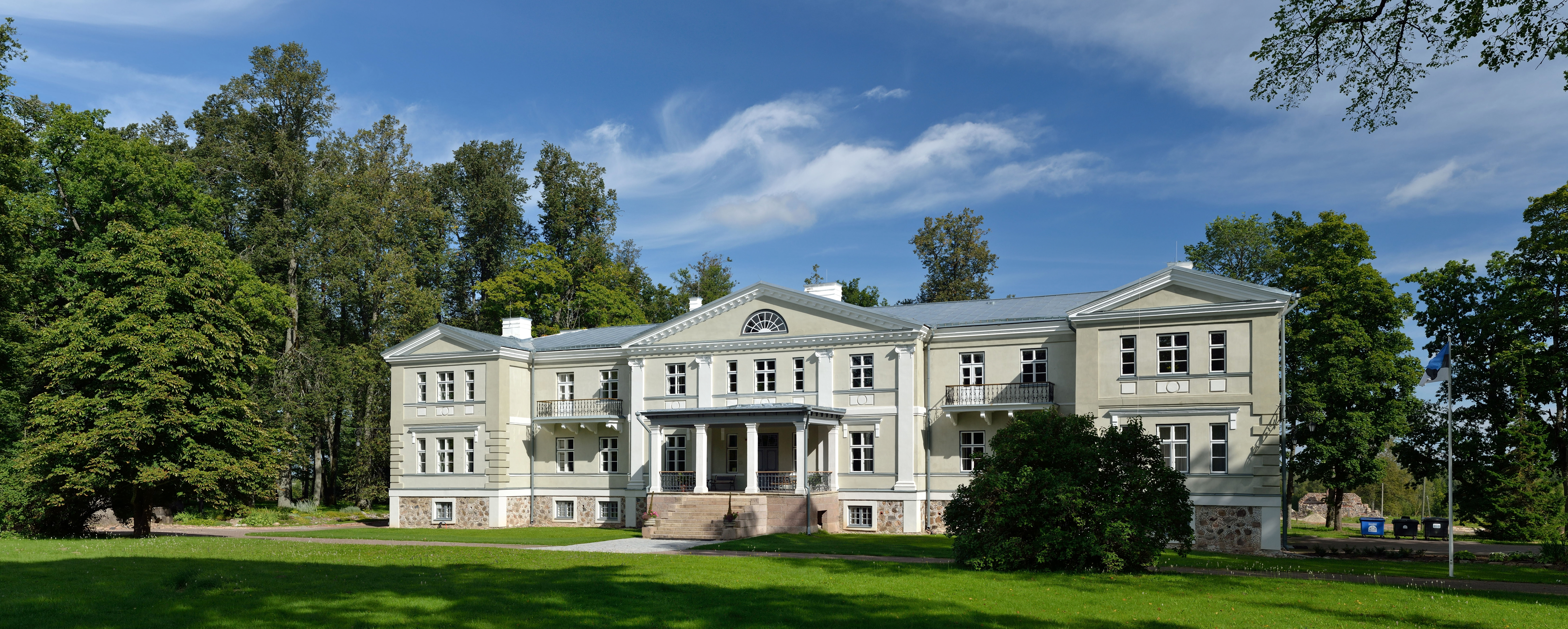
苏雷克普庄园

克普，是愛沙尼亞維爾揚迪縣北萨卡拉市镇内的小镇，位於該國南部，曾是原克普市镇的行政中心，處於維爾揚迪以西約20公里，2011年該小鎮人口333。
58°19′36″N 25°18′23″E / 58.32667°N 25.30639°E